# إسماعيل بن عبد الكريم
إسماعيل بن عبد الكريم بن معقل بن منبه بن كامل، أبو هشام اليماني الصنعاني. من رواة الحديث وهو ثقة .

## روايته للحديث النبوي
- روى عن: ابن عمه إبراهيم بن عقيل بن معقل ، وإسحاق بن محمد الفروي وهو من أقرانه، وعمه عبد الصمد بن معقل ، وعبد الملك بن عبد الرحمن الذماري، وعلي ابن الحسين صاحب همام بن منبه، ومحمد بن داود بن قيس الصنعاني.
- روى عنه: إبراهيم بن الأشعث البخاري خادم الفضيل بن عياض، وإبراهيم بن سعيد الجوهري، وإبراهيم بن محمد بن عرعرة، وأبو الأزهر أحمد بن الأزهر النيسابوري ، وأحمد بن جعفر المعقري ، وأبو عبد الله أحمد بن حجيل بن يونس الغوثي الدمشقي، وأحمد بن سليمان الرهاوي، وأحمد بن محمد بن حنبل، وأحمد بن يوسف السلمي النيسابوري، وإسحاق بن إبراهيم الطبري، وإسحاق بن الحجاج الطاحونى المقرئ، وإسحاق بن راهويه، وإسحاق بن الضيف الباهلي، والحارث بن محمد بن أبي أسامة التميمي، والحسن بن الصباحالبزار ، وأبو عاصم خشيش بن أصرم النسائي، وخلف بن خشام البزار المقرئ، وأبو خيثمة زهير بن حرب النسائي، وأبو يحيى عبد الله بن أحمد بن أبي ميسرة المكي، وعبد الله بن الرومي اليمامي، وعبد بن حميد الكشي، وعلي بن بحر بن بري القطان، وعلى بن بشر، وأبو عبد الرحيم محمد بن أحمد بن الجراح الجوزجاني، ومحمد بن إسماعيل بن سالم الصائغ، ومحمد بن حماد الطهراني، ومحمد بن رافع النيسابوري، ومحمد بن أبي السري العسقلاني، ومحمد بن سهل بن عسكر التميمي البخاري، ومحمد بن عبد الله بن نمير، ومحمد بن عوف الطائي الحمصي، ومحمد بن محمود ابن بشيط قاضي صنعاء، ومحمد بن يحيى الذهلي، ومسلم بن بشر بن عروة بن عوجر العوجري الصنعاني، ومهدي بن أبي المهدي، وهارون بن إسحاق الهمداني الكوفي. [2]
- الجرح والتعديل قال أبو الحسن بن القطان الفاسي: لا يعرف، قال ابن حجر: قول ابن القطان الفاسى أن إسماعيل لا يعرف، مردود عليه. قال أحمد بن شعيب النسائي: ليس به بأس. قال ابن حجر العسقلاني: صدوق. قال مسلمة بن القاسم الأندلسي: جائز الحديث. قال مصنفوا تحرير تقريب التهذيب: ثقة ولا نعلم فيه جرحا. قال يحيى بن معين: ثقة، رجل صدوق والصحيفة التي يرويها عن وهب عن جابر ليست بشيء إنما هو كتاب وقع إليهم، ولم يسمع وهب من جابر شيئا. [1]